# Catolicisme a Ruanda
L'Església Catòlica a Ruanda és part de l'Església Catòlica universal, sota la direcció espiritual de la Papa a Roma. Hi ha més de 4 milions catòlics al país que representa el 56,5% de la població total en 2006.

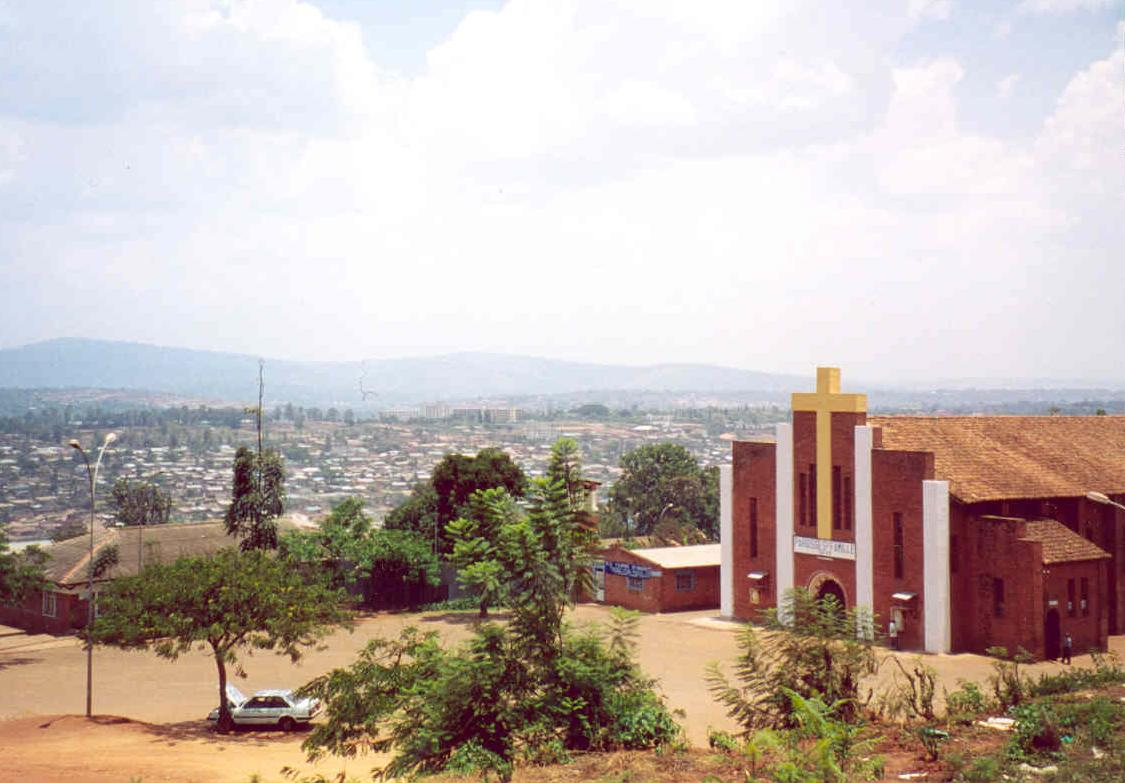
Catedral de Kigali

## Estadístiques
- Diòcesis: 9
- Parròquies: 135 el 2004, 161 el 2009
- Superfície: 26,338 km²
- Sacerdots: 733
- Religiosos: 198
- Religiosos: 1.297 el 2004, 1.557 el 2008
- Població total: 9.831.501 habitants (2008)
- Població catòlica total: 4.292.817 (2009)

## Organització territorial
L'església catòlica és present al territori amb una seu metropolitana i 8 diòcesis sufragànies, aplegades en la Conférence épiscopale du Rwanda (CEPR):
- Arquebisbat de Kigali
  - Bisbat de Butare
  - Bisbat de Byumba
  - Bisbat de Cyangugu
  - Bisbat de Gikongoro
  - Bisbat de Kabgayi
  - Bisbat de Kibungo
  - Bisbat de Nyundo
  - Bisbat de Ruhengeri

## Conferència Episcopal
L'episcopat ruandès constitueix la Conférence épiscopale du Rwanda (CEPR), establerta de juny 6 1980; anteriorment hi havia una Assemblea Episcopal de Ruanda.
La CEPR és membre de l' Association des Conférences Episcopales de l'Afrique Centrale (ACEAC) i del Simposi de Conferències Episcopals d'Àfrica i Madagascar (SECAM).
Els presidents de la CEPR han estat:
- Arquebisbe Vincent Nsengiyumva, arquebisbe de Kigali (1980 - 1983)
- bisbe Joseph Ruzindana, bisbe de Byumba (1983 - 1991)
- Arquebisbe Vincent Nsengiyumva, arquebisbe de Kigali (1991 - 1994)
- Arquebisbe Thaddée Ntihinyurwa, arquebisbe de Kigali (1999 - 2003)
- bisbe Alexis Habiyambere, bisbe de Nyundo (octubre 2003 - març 2010)
- bisbe Smaragde Mbonyintege, bisbe de Kabgayi, des de març 2010

Secretaris generals de la CEPR
- bisbe Célestin Hakizimana, bisbe de Gikongoro, des del 2011

## Història
La primera evangelització de Ruanda comença el 20 de gener de 1900 quan Jean-Joseph Hirth (1854-1931) celebra la missa a Shangi, a la península de Gafunzo, on la serra de Nyamirundi se submergeix en el llac Kivu. Després de la seva arribada el 2 de febrer, a Nyanza, capital del regne, la missió dels Pares Blancs es va traslladar a Save (Isavi), a prop de Butare.
En 1922 es va erigir el Vicariat apostòlic de Ruanda i el país comença a gaudir d'una jurisdicció eclesiàstica autònoma de la de Burundi. Els primers bisbes missioners, Hirth i Classe, s'encarregaren de la creació del clergat indígena i de la formació de les congregacions indígenes (els Pares Josefites de Ruanda o Bayozefiti i Benebikira). En 1952 és consagrat el primer bisbe indígena i en 1956, per primera vegada a Àfrica, un bisbe de color ordena a un bisbe blanc. En 1980 neix la Conferència Episcopal de Ruanda. El setembre del 1990 el país rep la visita apostòlica del Papa Joan Pau II. En 1994 esclata la guerra civil que deixa el país en el caos. Milers van morir, incloent 4 bisbes ruandesos, 123 sacerdots i més de 300 religioses.

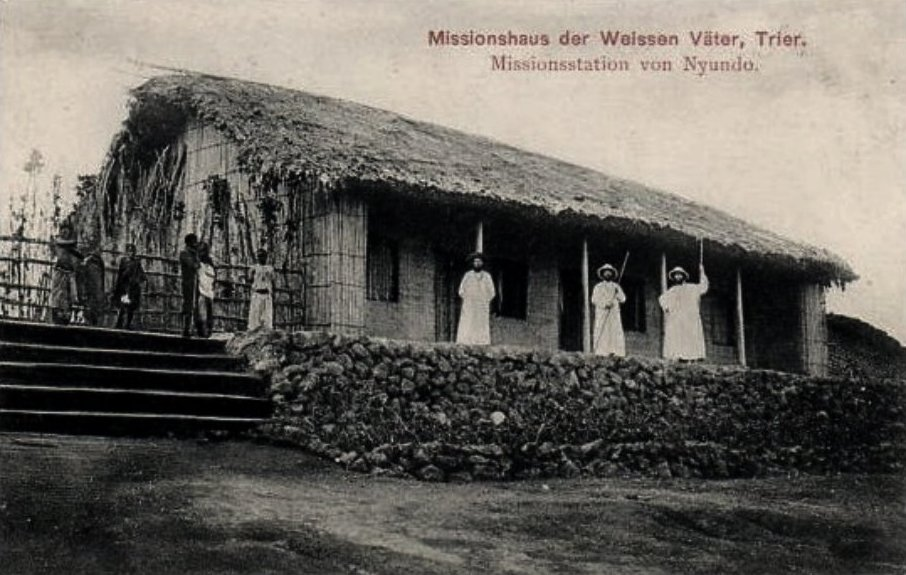
Missió els Pares Blancs a Nyundo, a l'est de Gisenyi (carta postale, vers 1901).

El 20 de novembre de 2016, l'Església Catòlica de Ruanda va emetre una declaració per demanar disculpes pel paper d'alguns dels seus membres en el genocidi el 1994. "Demanem disculpes per tots els errors que l'església ha comès. Demanem disculpes en nom de tots els cristians per totes les formes de mal que hem comès. Lamentem que els membres de l'església van violar (el seu) jurament d'adscripció als manaments de Déu. Perdoneu-nos pel delicte d'odi al país fins al punt d'odiar als nostres col·legues per la seva pertinença ètnica. No vam mostrar que som una família, sinó que ens matem", va dir una declaració signada pels nou bisbes que constitueixen la Conferència Episcopal Catòlica de Rwanda.

## Nunciatura apostòlica
La delegació apostòlica del Ruanda és instituïda el 1963,obtenint les habilitats de la delegació del Congo-Ruanda. L'any següent, el 6 de juny de 1964 fou erigida en nunciatura apostòlica pel breu Quantum utilitatis del papa Pau VI.

### Delegats apostòlics
- Pietro Sigismondi, arquebisbe titular de Neàpoli de Pisidia (16 de desembre de 1949 - 27 de setembre de 1954 nomenat secretari de la Congregació de Propaganda Fide)

...
- Vito Roberti, arquebisbe titular de Tomi (13 d'octubre de 1962 - 11 de febrer de 1963 nomenat nunci apostòlic)

### Nuncis apostòlics
- Vito Roberti, arquebisbe titular de Tomi (11 de febrer de 1963 - 15 d'agost de 1965 nomenat bisbe de Caserta)
- Émile André Jean-Marie Maury, arquebisbe titular de Laodicea de Frígia (11 de juny de 1965 - 1967 dimití)
- Amelio Poggi, arquebisbe titular de Cercina (27 de maig de 1967 - 27 de novembre de 1969 nomenat delegat apostòlic a Nigeria)
- William Aquin Carew, arquebisbe titular de Telde (27 de novembre de 1969 - 10 de maig de 1974 nomenat pro-nunci apostòlic a Xipre, delegat apostòlic a Jerusalem i a Palestina i visitador apostòlic a Grecia)
- Nicola Rotunno, arquebisbe titular de Minori (29 de juny de 1974 - 13 d'abril de 1978 nomenat pro-nunci apostòlic a Sri Lanka)
- Thomas A. White, arquebisbe titular de Sabiona (27 de maig de 1978 – 1 de març de 1983 nomenat pro-nunci apostòlic a Etiòpia)
- Giovanni Battista Morandini, arquebisbe titular di Numida (30 d'agost de 1983 - 12 de setembre de 1990 nomenat nunci apostòlic a Guatemala)
- Giuseppe Bertello, arquebisbe titular de Urbisaglia (12 de gener de 1991 - març de 1995 nomenat observador permanent de la Santa Seu a l'Oficina de les Nacions Unides i institucions especialitzades a Ginebra
- Juliusz Janusz, arquebisbe titular de Caorle (25 de març de 1995 - 26 de setembre de 1998 nomenat nunci apostòlic a Moçambic)
- Salvatore Pennacchio, arquebisbe titular de Montemarano (28 novembre 1998 - 20 de setembre de 2003 nomenat nunci apostòlic a Tailàndia)
- Anselmo Guido Pecorari, arquebisbe titular de Populonia (29 novembre 2003 - 17 de gener de 2008 dimití)
- Ivo Scapolo, arquebisbe titular de Tagaste (17 de gener de 2008 - 15 de juliol de 2011 nomenat nunci apostòlic a Xile)
- Luciano Russo, arquebisbe titular de Monteverde (16 de febrer de 2012 - 14 de juny de 2016 nomenat nunci apostòlic a Algèria i Tunísia)
- Andrzej Józwowicz, arquebisbe titular de Lauriaco, des del 18 de març de 2017